# (100846) 1998 HW25
(100846) 1998 HW25 es un asteroide perteneciente al cinturón de asteroides, región del sistema solar que se encuentra entre las órbitas de Marte y Júpiter, descubierto el 20 de abril de 1998 por el equipo del Spacewatch desde el Observatorio Nacional de Kitt Peak, Arizona, Estados Unidos.

## Designación y nombre
Designado provisionalmente como 1998 HW25. 

## Características orbitales
1998 HW25 está situado a una distancia media del Sol de 2,226 ua, pudiendo alejarse hasta 2,528 ua y acercarse hasta 1,923 ua. Su excentricidad es 0,135 y la inclinación orbital 6,415 grados. Emplea 1213,16 días en completar una órbita alrededor del Sol.

## Características físicas
La magnitud absoluta de 1998 HW25 es 15,6. 